# Ju Tianqi
Ju Tianqi (* 27. März 2002) ist ein chinesischer Leichtathlet, der sich auf den Sprint spezialisiert hat.

## Sportliche Laufbahn
Erste internationale Erfahrungen sammelte Ju Tianqi im Jahr 2025, als er bei den Hallenweltmeisterschaften in Nanjing mit der chinesischen 4-mal-400-Meter-Staffel in 3:06,90 min den vierten Platz belegte.
2023 wurde Ju chinesischer Hallenmeister im 400-Meter-Lauf sowie 2023 und 2024 in der 4-mal-400-Meter-Staffel.

## Persönliche Bestleistungen
- 400 Meter: 45,93 s, 28. Mai 2024 in Chongqing
  - 400 Meter (Halle): 46,84 s, 13. März 2024 in Jinan